# Давньоримський міст

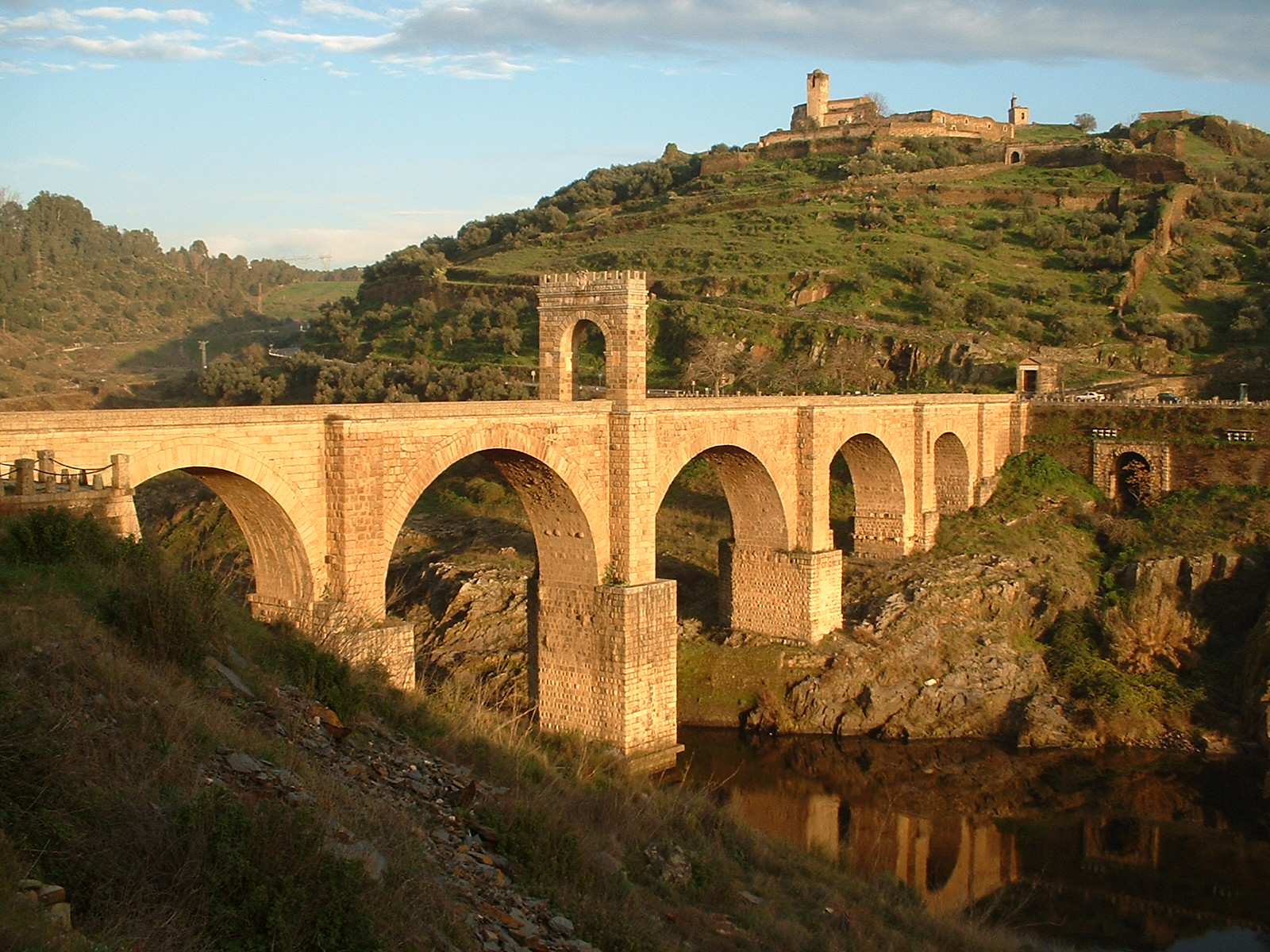
Алькантарський міст, Іспанія, — шедевр стародавнього мостобудування

Римські мости, побудовані римлянами, були першими великими і витривалими мостами. Давньоримські мости були побудовані з каменю або з дерева, а як базову структуру мали арку (див. арочний міст). Переважно використовувався бетон, який саме римляни почали першими використовувати для мостів.

## Типологія
| Європа          | 800 |
| --------------- | --- |
| Італія          | 460 |
| Іспанія         | 142 |
| Франція         | 172 |
| Німеччина       | 130 |
| Велика Британія | 129 |
| Португалія      | 114 |
| кол. Югославія  | 113 |
| Швейцарія       | 111 |
| Греція          | 110 |
| Нідерланди      | 114 |
| Болгарія        | 113 |
| Люксембург      | 113 |
| Албанія         | 112 |
| Австрія         | 112 |
| Бельгія         | 112 |
| Румунія         | 112 |
| Угорщина        | 111 |

| Азія      | 174 |
| --------- | --- |
| Туреччина | 155 |
| Сирія     | 117 |
| Йорданія  | 115 |
| Ліван     | 114 |
| Ізраїль   | 112 |
| Ірак      | 111 |

| Африка | 157 |
| ------ | --- |
| Туніс  | 133 |
| Алжир  | 119 |
| Лівія  | 115 |
| Всього | 931 |

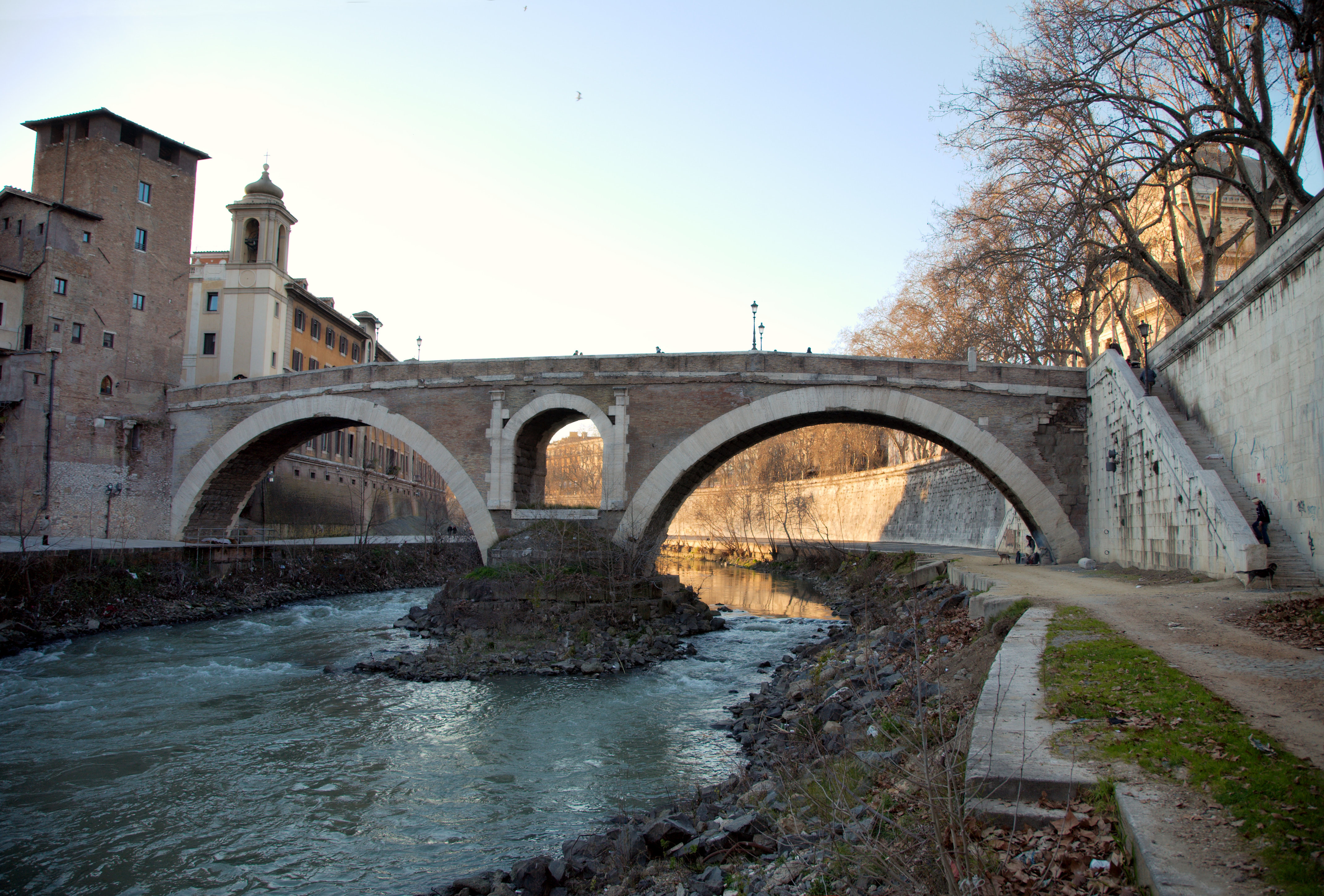
Міст Фабричіо в Римі, Італія

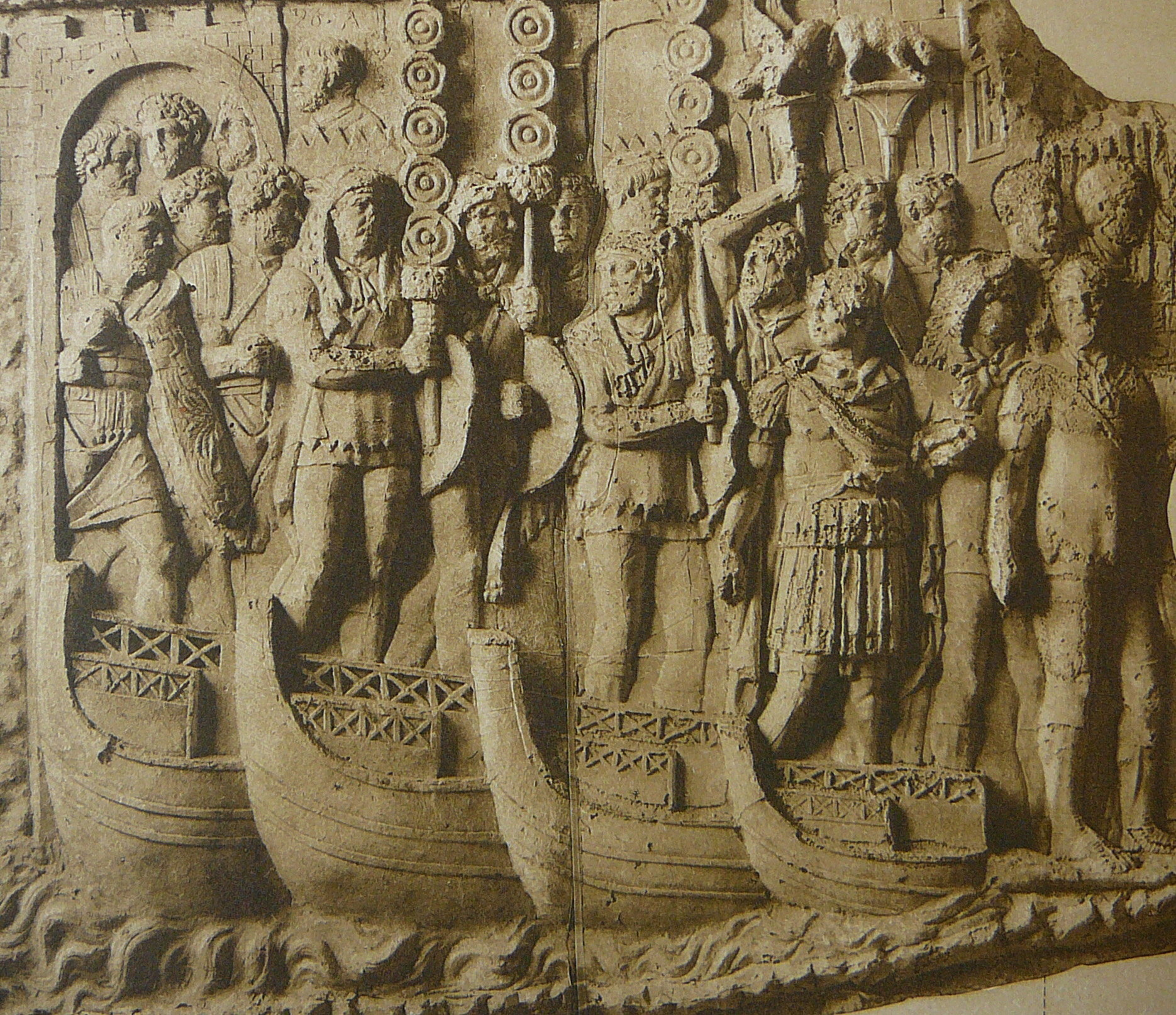
Римський понтонний міст через нижній Дунай (барельєф)

Як і зі склепінням чи куполом, римляни були першими, хто повністю реалізував потенціал арки для будівництва мостів.
Список римських мостів, складений інженером Коліном О'Коннором, має 330 римських кам'яних мостів для дорожнього руху, 34 римських дерев'яних мостів і 54 римських мостів акведуків, значна частина з яких ще стоїть і навіть використовується для у системі доріг. Більш повне дослідження італійського вченого Вітторіо Галліаццо виявило 931 римський міст, переважно з каменю, в 26 різних країнах (у тому числі і колишній Югославії; див. таблицю зліва вище).
Римські арочні мости були, як правило, напівкруглі, хоча були і сегментарні (наприклад, міст Альконетар). Сегментна аркою — це арка, яка менше півкола. Перевагою сегментної арки мосту у порівнянні з напівкруглою є те, що вона пропускає під собою великі обсяги паводкових вод, що запобігає руйнуванню мосту під час повені, а сам міст міг бути більш легкий. Як правило, римські мости мали клиноподібні камені основної арки (voussoirs) одного ж розміру і форми. Римляни будували як мости з однієї арки, так і довгі багатоарочні арки мостів-акведуків, таких як Пон-дю-Гар і Акведук у Сеговії. Майже з початку їх мости мали отвори в опорах для зменшення тиску води на них під час повені, наприклад у мості Фабричіо в Римі (62 до н. е.), одному з найстаріших у світі великих мостів, що досі стоять.
Римські інженери були першими і до промислової революції єдиними, які будували мости з бетону, який вони називали Opus caementicium. Зовні мости зазвичай покривались цеглою або тесаним каменем, як міст Алькантара.
Римляни привнесли у будівництво мостів сегментну арку. Лімірській мост на південному заході Туреччини, довжиною 330 метрів, має 26 сегментних арки з середнім співвідношенням прольоту до підйому 5,3:1, що дає мосту надзвичайно плаский профіль, який лишався неперевершеними протягом цілого тисячоліття. Траянів міст через Дунай мав дерев'яні сегментні арки з відкритими сводами (які спирались на 40-метрові бетонні опори). Він став найдовшим арочним мостом в історії на наступну тисячу років як в цілому, так і за довжиною окремих прольотів. Найдовший вцілілий міст — Римський міст в Мериді довжиною 790 м.

### Форми арок
Ранні римські арочні мости, під впливом стародавньої ідеї про ідеальну форму кола, часто описують повне коло, де кам'яна арка продовжується під землею. Типовий приклад — міст Фабричіо в Римі. Пізніше, римські кам'яні мости спирались в основному на напівкруглі арки, або, меншою мірою, на сегментні арки. Останній варіант має ранню локальну концентрацію в північно-східній Італії, але його зразки можна знайти розкидані по всій імперії, наприклад Лімірський міст, міст Альконетар міст і міст Сан-Лоренцо.
Крім того, зрідка з'являється ряд інших форм арок, але в деяких випадках не може бути виключена пізніша деформація. Пізньоантичний міст Карамагара є раннім прикладом використання стрілчастих арок.

### Типові характеристики
За класифікацією «Траянус»:

Виміри типової сегментної арки Лімірського мосту, Туреччина

- Багато мостів були більше 5 метрів в ширину
- Більшість з них мають легкий нахил по поверхні
- Багато мають руст
- Кам'яна кладка має перемінні шари вздовж та поперек
- Камені пов'язані ластівчиними хвостами або металевими скобами
- Камені мають заглибленням для закріплення інструментів для утримування

## Приклади

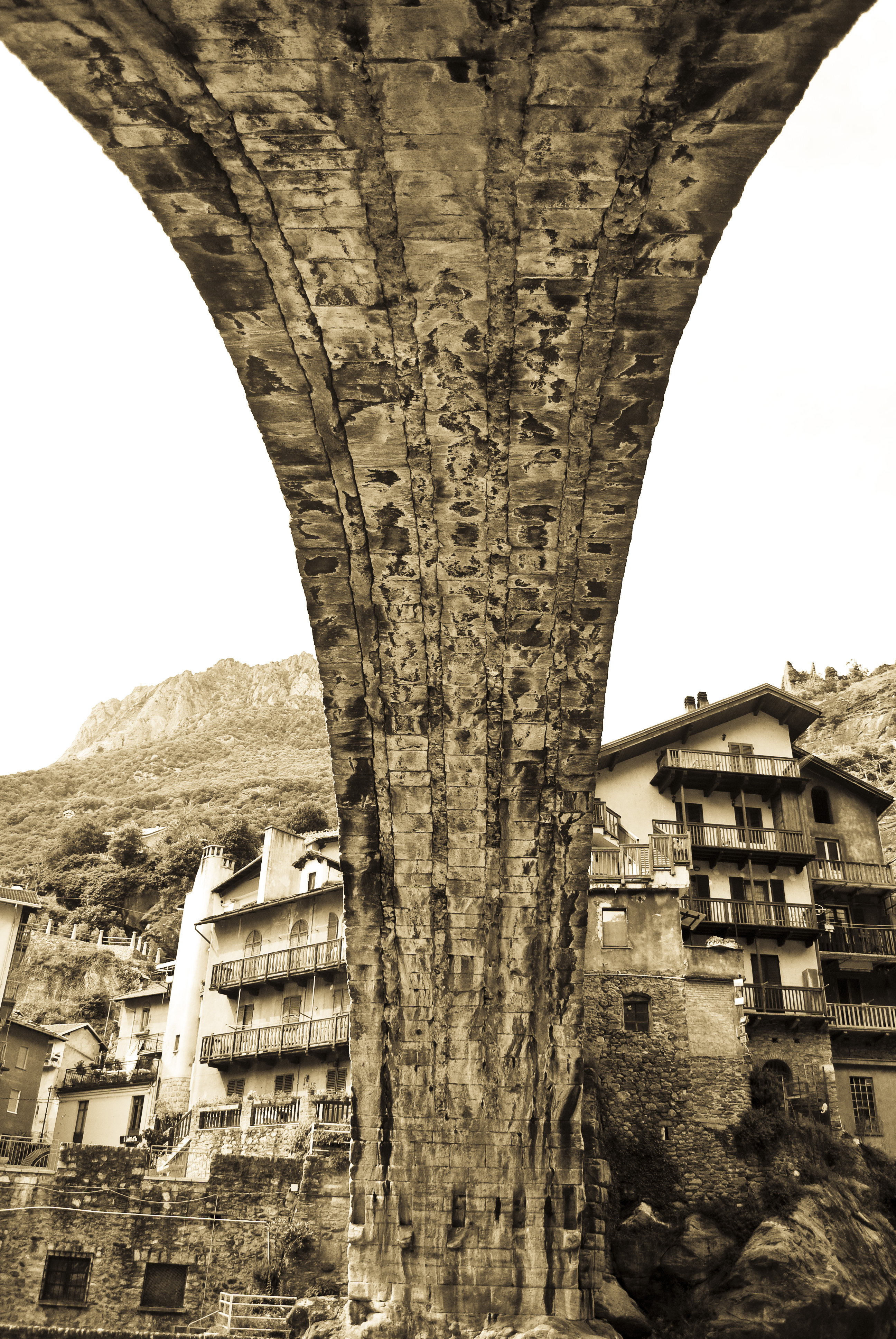
Міст у Пон-Сен-Мартен (Валле-д'Аоста), Італія

Видатні досягнення римського мостобудування див. перелік стародавніх архітектурних рекордів.
Збудований 142 р. до н. е. міст Емілія, пізніше названий «Понте Ротто» (Зламаний міст), — найстаріший римський кам'яний міст в Римі, Італія.
Найбільшим римським мостом був Траянів міст через нижній Дунай, збудований Аполлодором Дамаським, який залишався протягом понад тисячоліття найдовшим мостом, як в плані загальної довжини, так і довжини окремого прольоту. Більшу частину часу прольоти були на висоті не менше 2 м над дзеркалом води.
Прикладом будівництва тимчасових військових мостів є два Рейнські мости Цезаря.

### Великі подолані річки
Римські інженери побудували мости кам'яними арками  або частково дерев'яні мости з кам'яними опорами через всі великі річки їх Імперії, крім двох: через Євфрат, яка лежала на кордоні з суперниками Римської Імперії — іранськими імперіями, і через Ніл, найдовшу річку в світі, яка була перетнута мостом наприкінці 1902 англійською старою Асуанською плотиною.. Хоча існує припущення, що в Асуані римський міст існував.
Найбільшими річками, через які римлянами були перекинуті постійні мости, є Дунай і Рейн, дві найбільші європейські річки на захід від євразійських степів. Нижній Дунай перетинали принаймні два (Траянів міст і Костянтинів міст), а середній та нижній Рейн — чотири різні мости (Римський міст в Майнці, Рейнські мости Цезаря, Римський міст в Кобленці, Римський міст в Кельні). Для річок з сильною течією і щоб дозволити швидкий рух армії, часто використовувались і понтонні мости. 
З огляду на повну відсутність записів про існування мостів через великі річки до сучасності, римське мостобудування мабуть не мало аналогів у світі аж до 19-го століття.

## Галерея

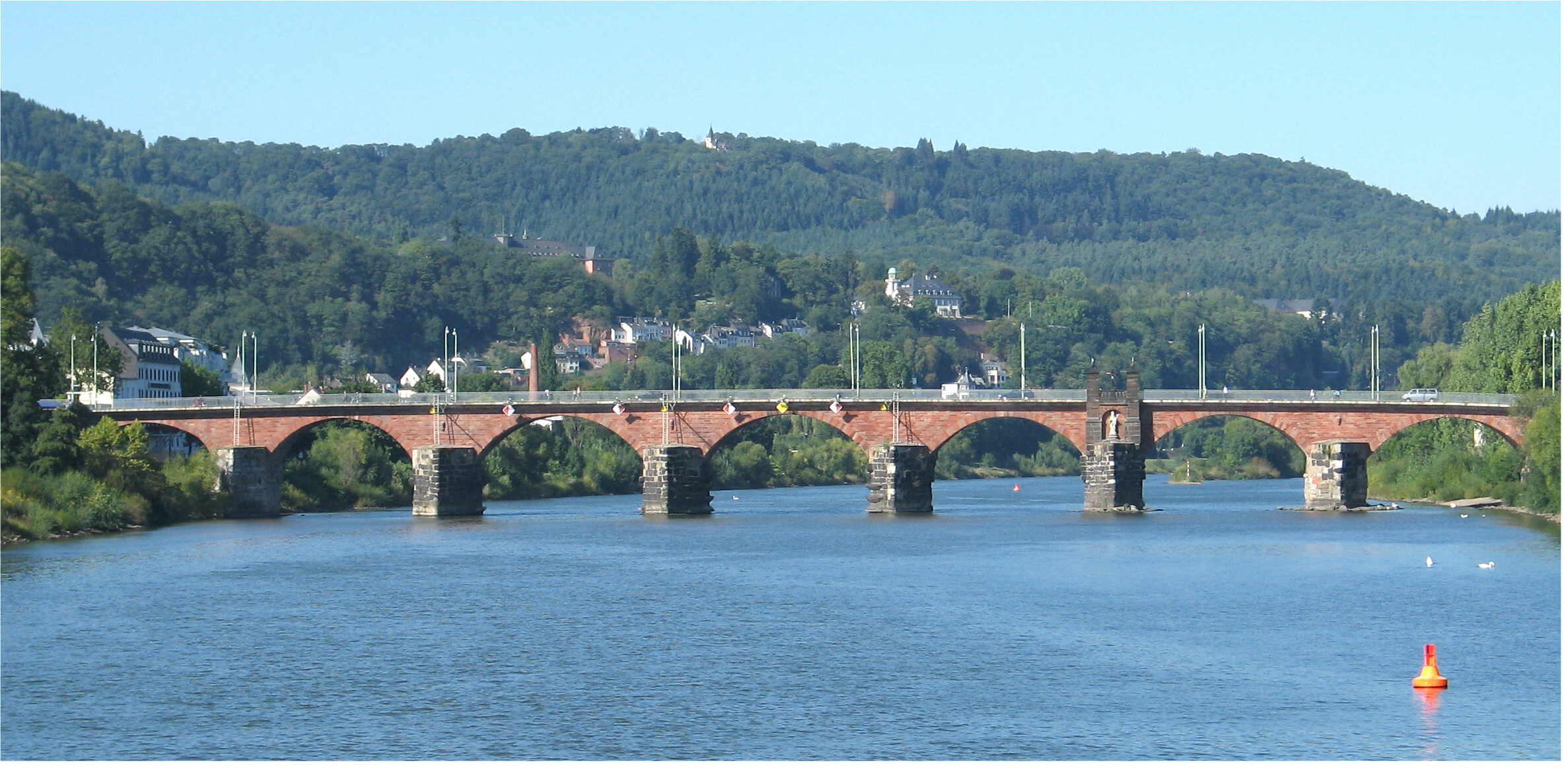
Римський міст (Трір), Німеччина
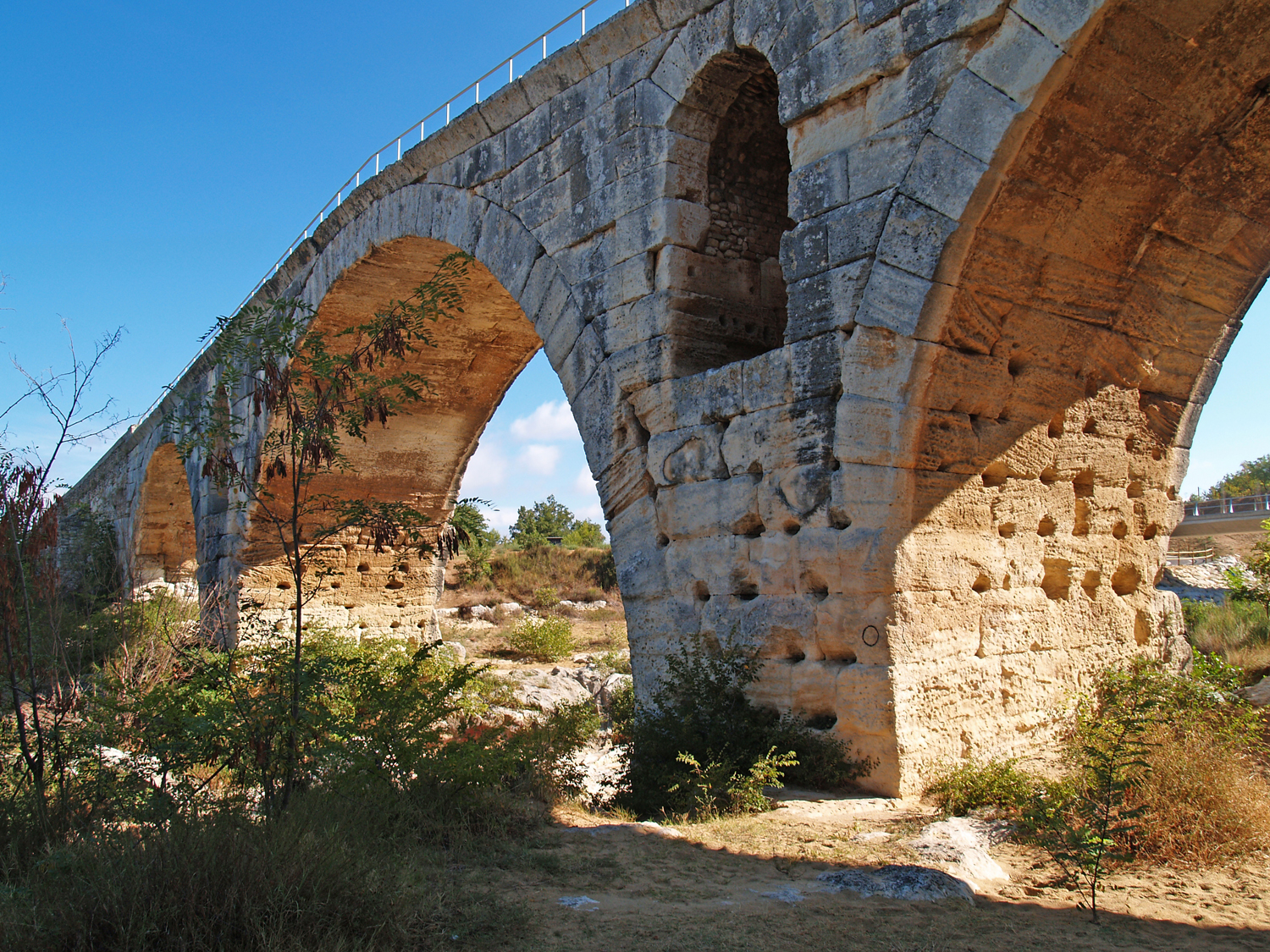
Міст Юліана у 8 км від Апт (Воклюз), Франція
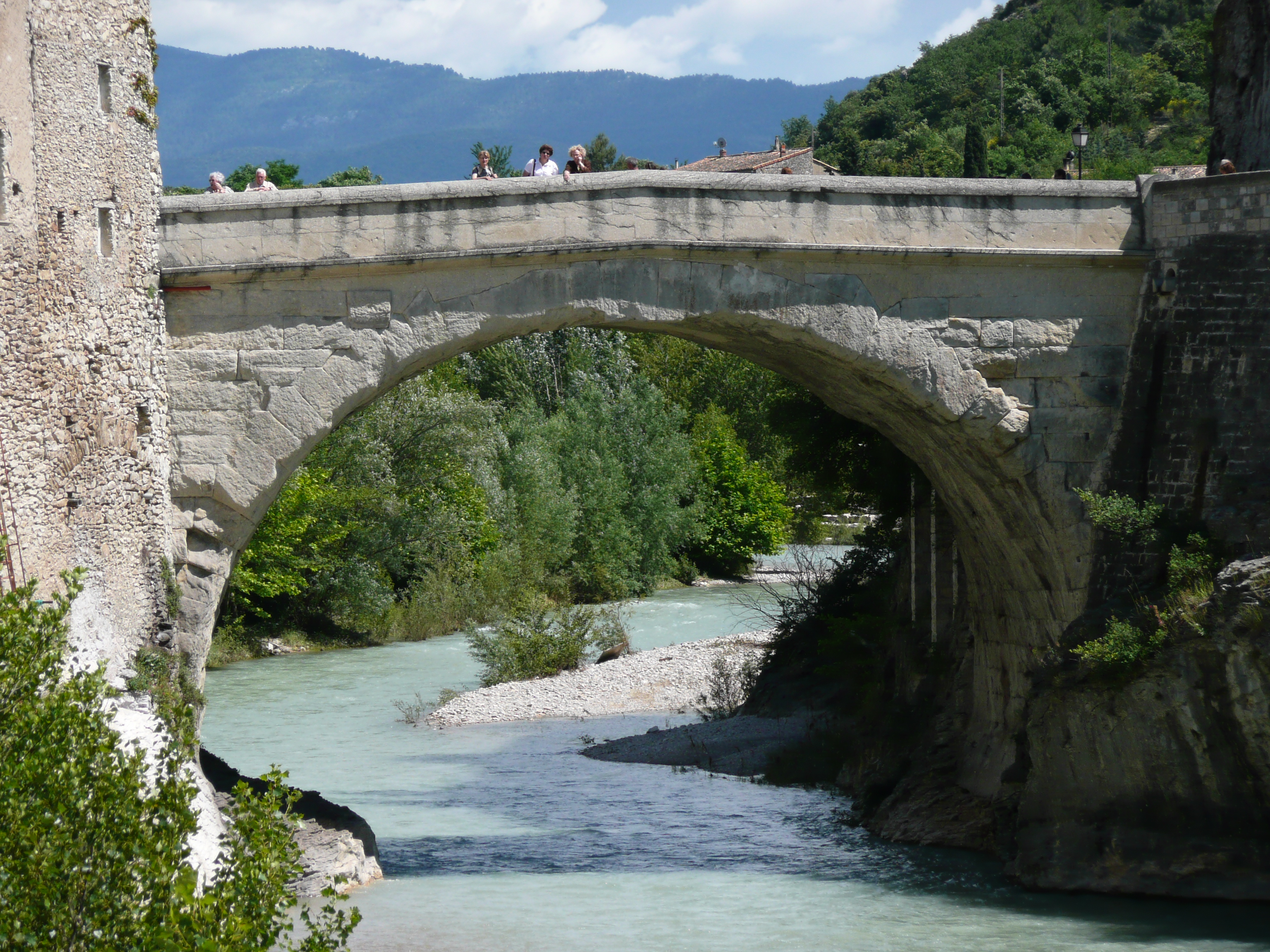
Римський міст у Везон-ла-Ромен, Франція
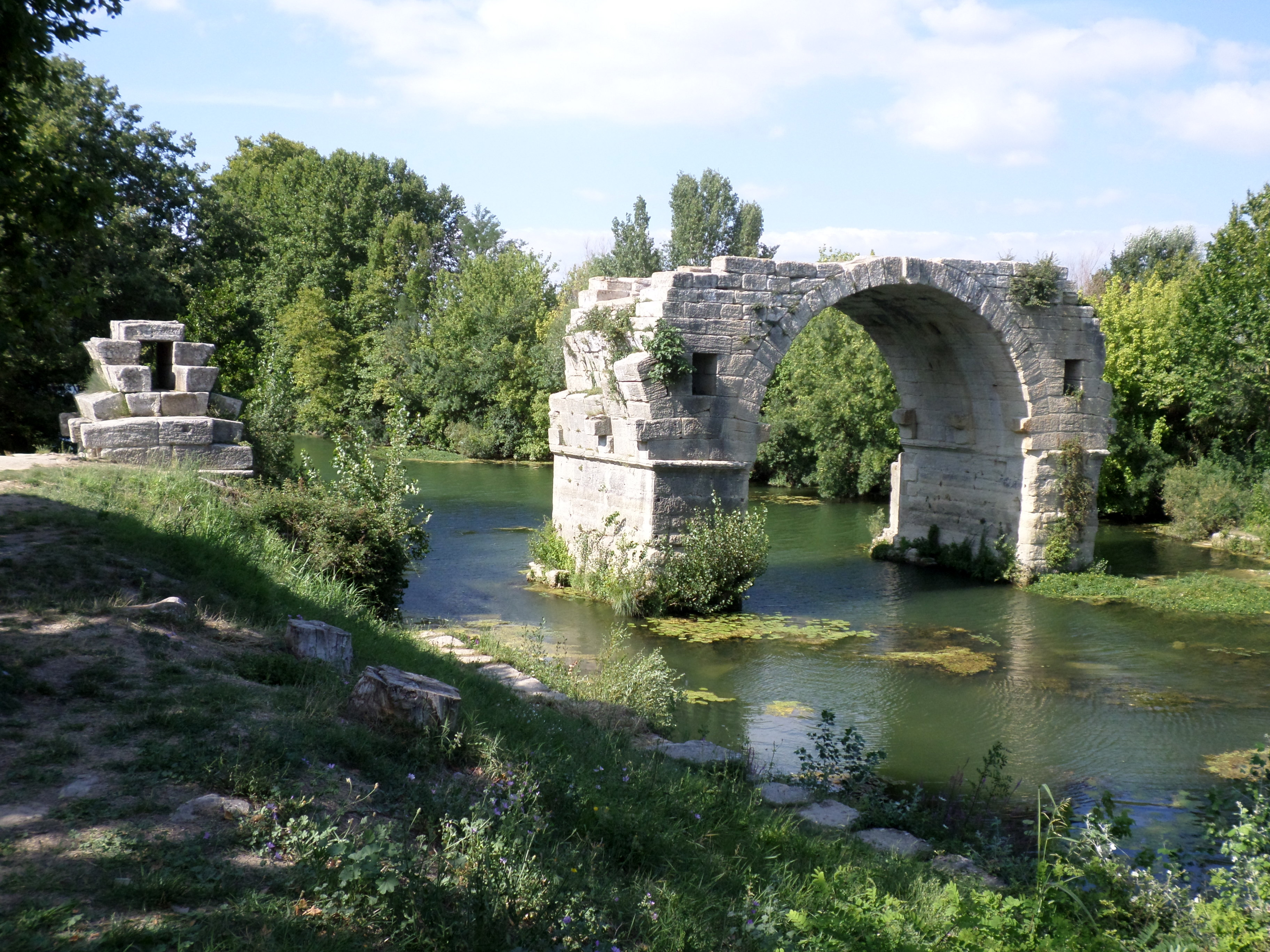
міст Амбруссума, Франція
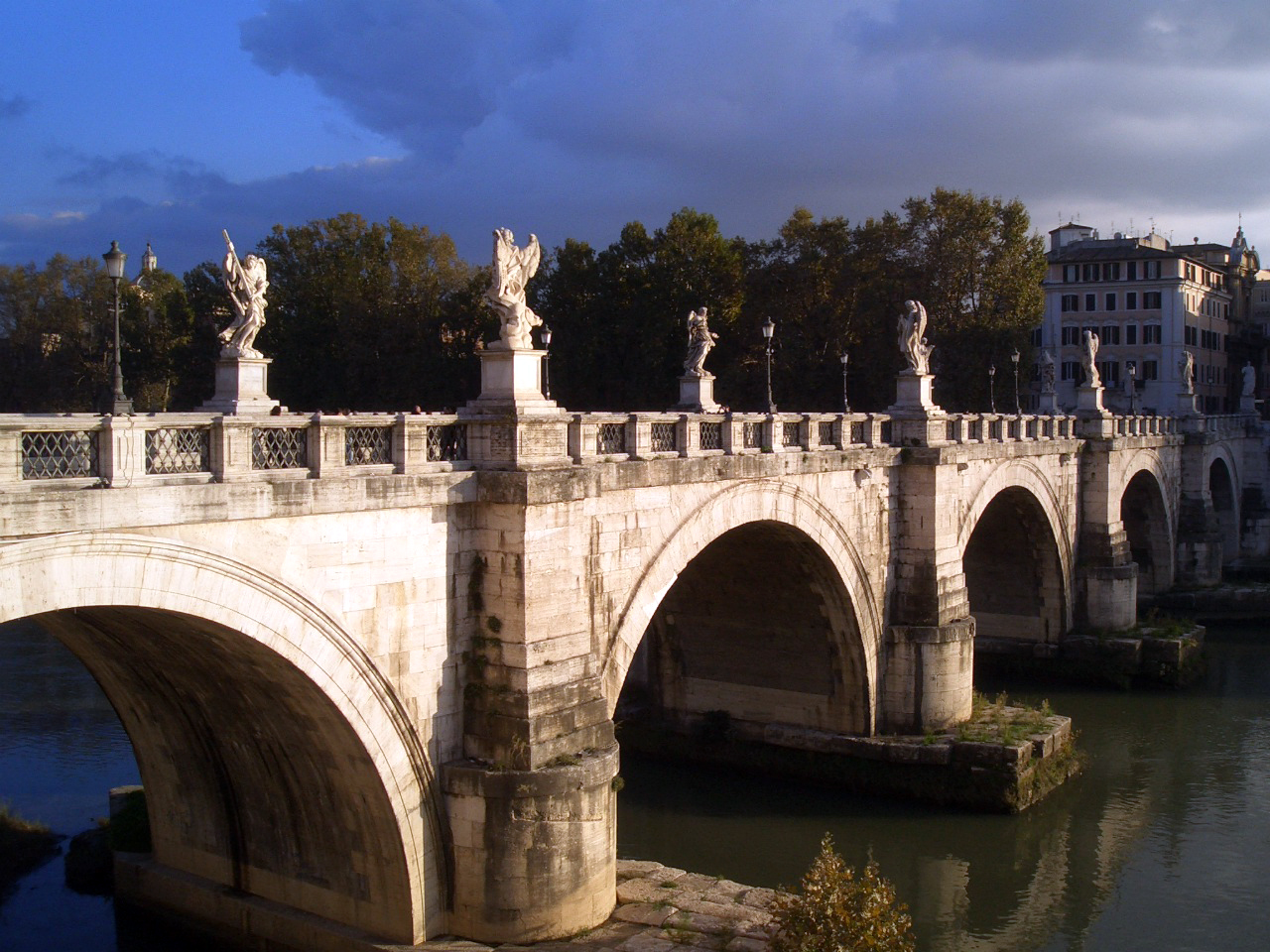
міст Святого Ангела у Римі, Італія
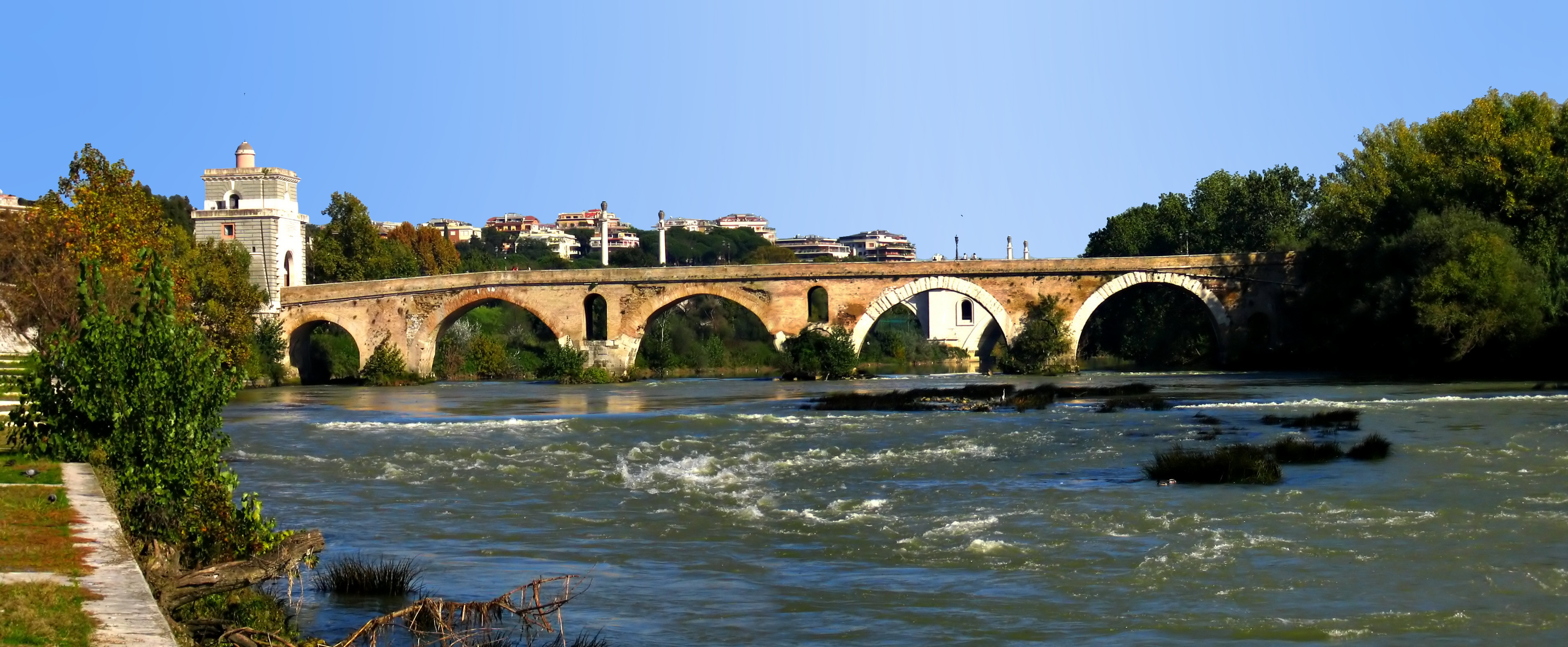
Мульвіїв міст у Римі, Італія
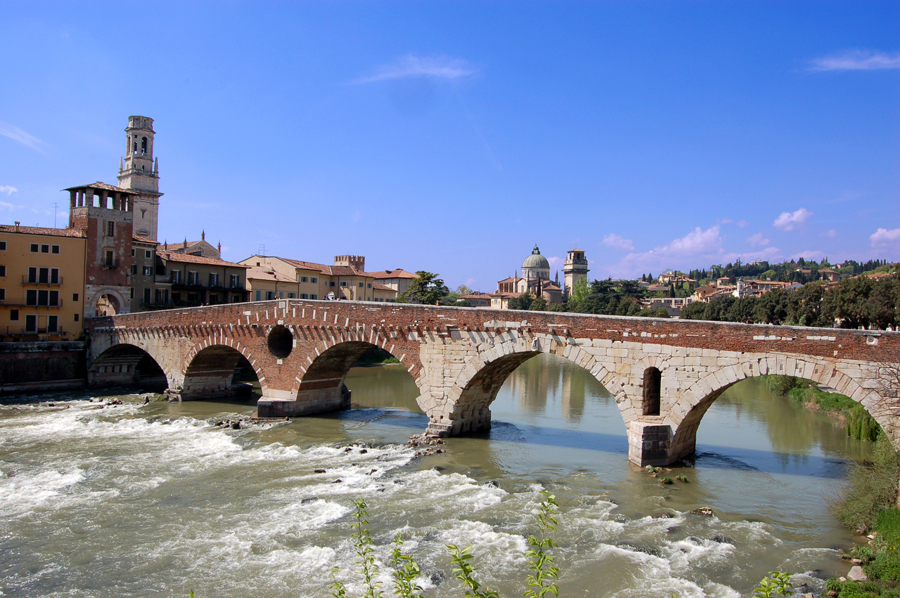
Понте П'єтра (Верона), Італія
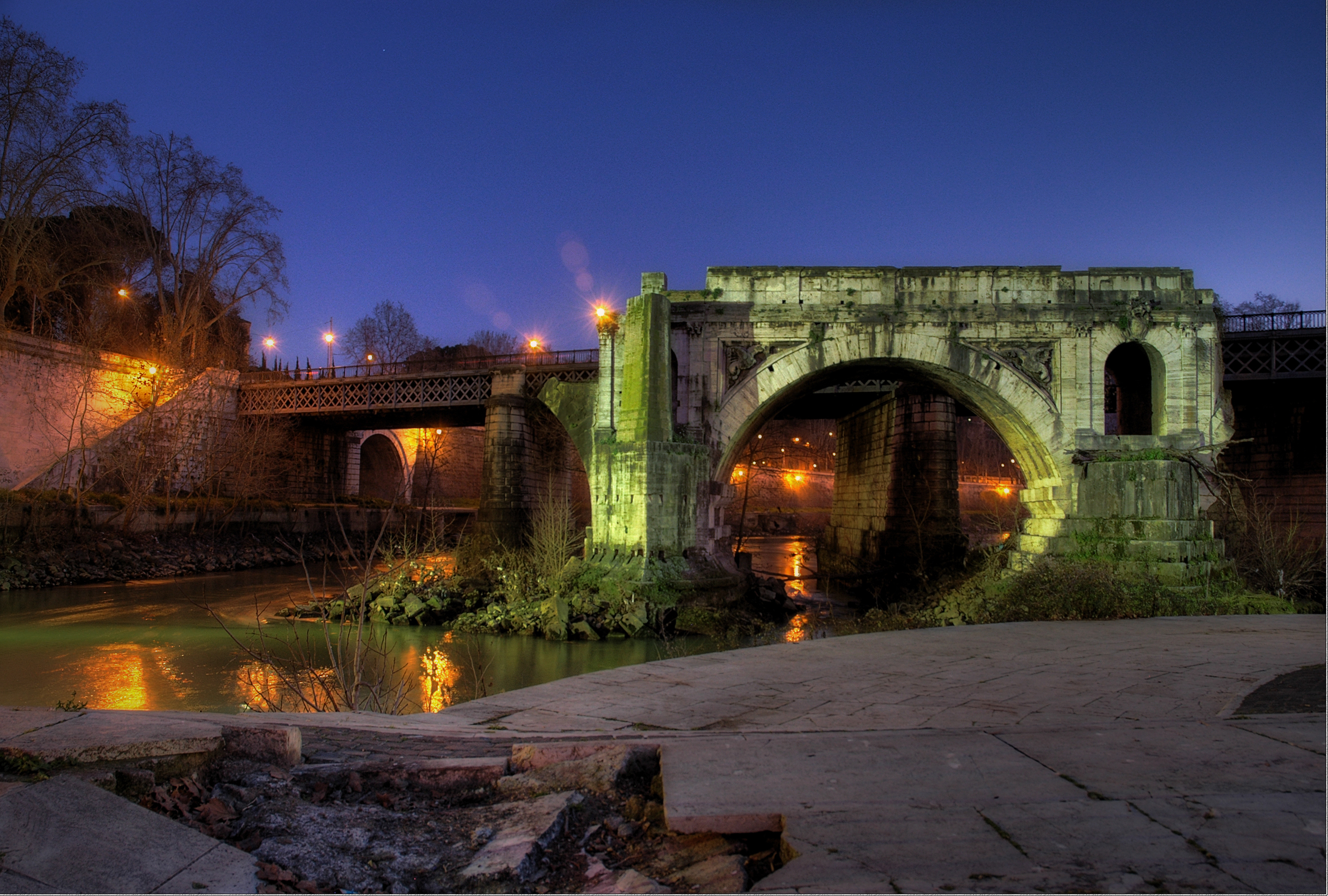
міст Емілія у Римі, Італія
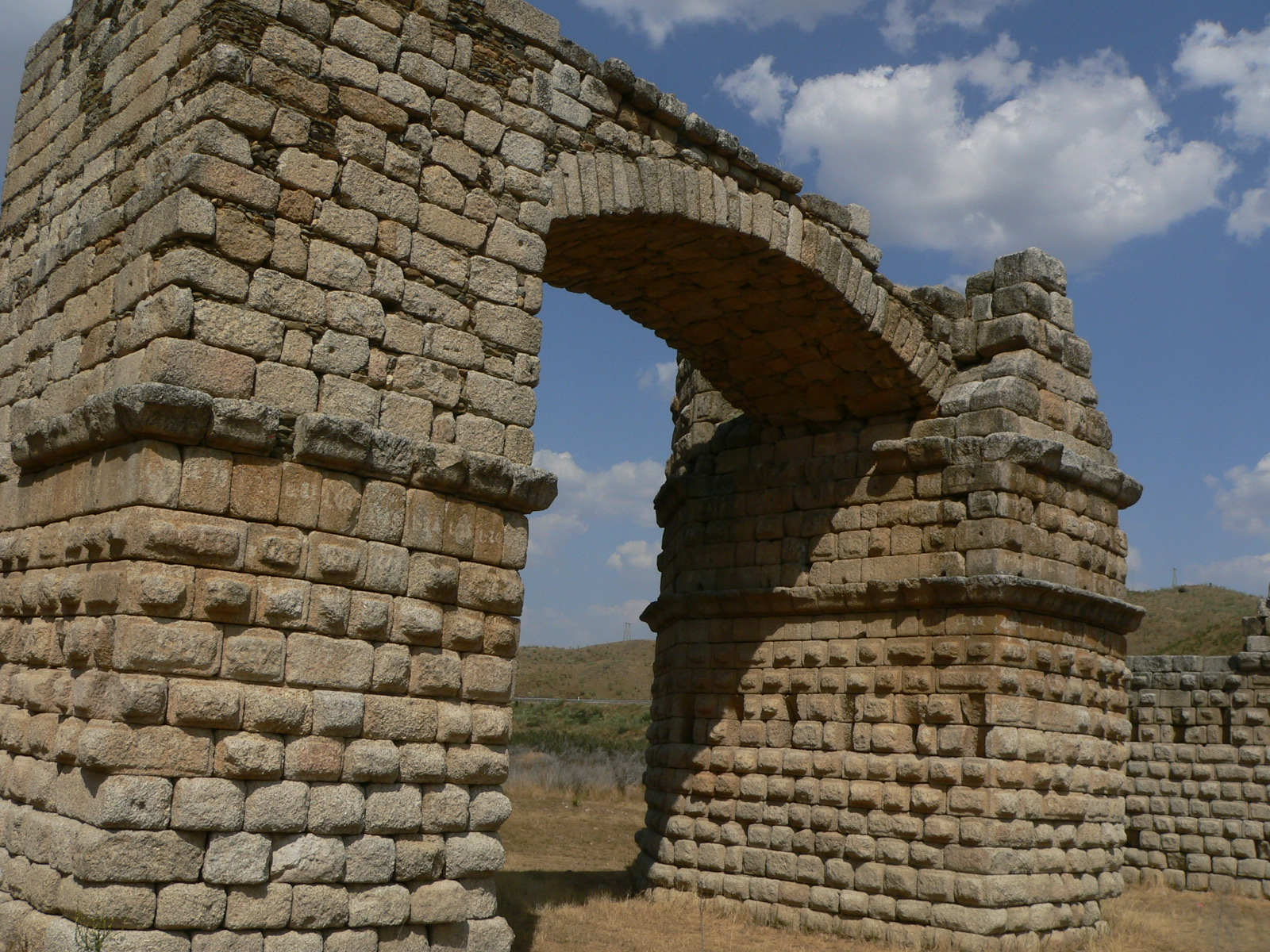
міст Алконетар, Іспанія
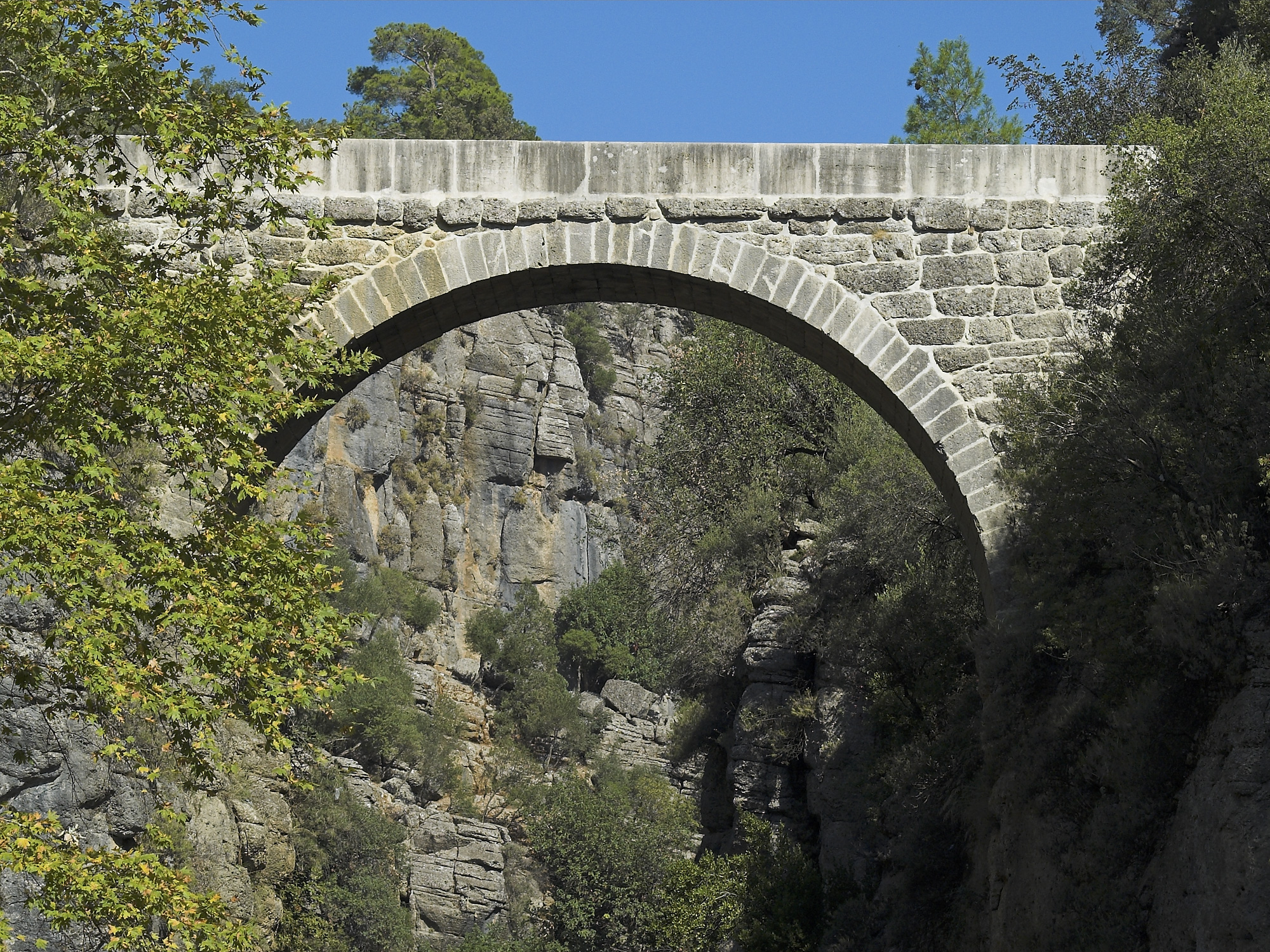
міст через Ойрімедон (суч.Кепрючай) у Сегле, Туреччина
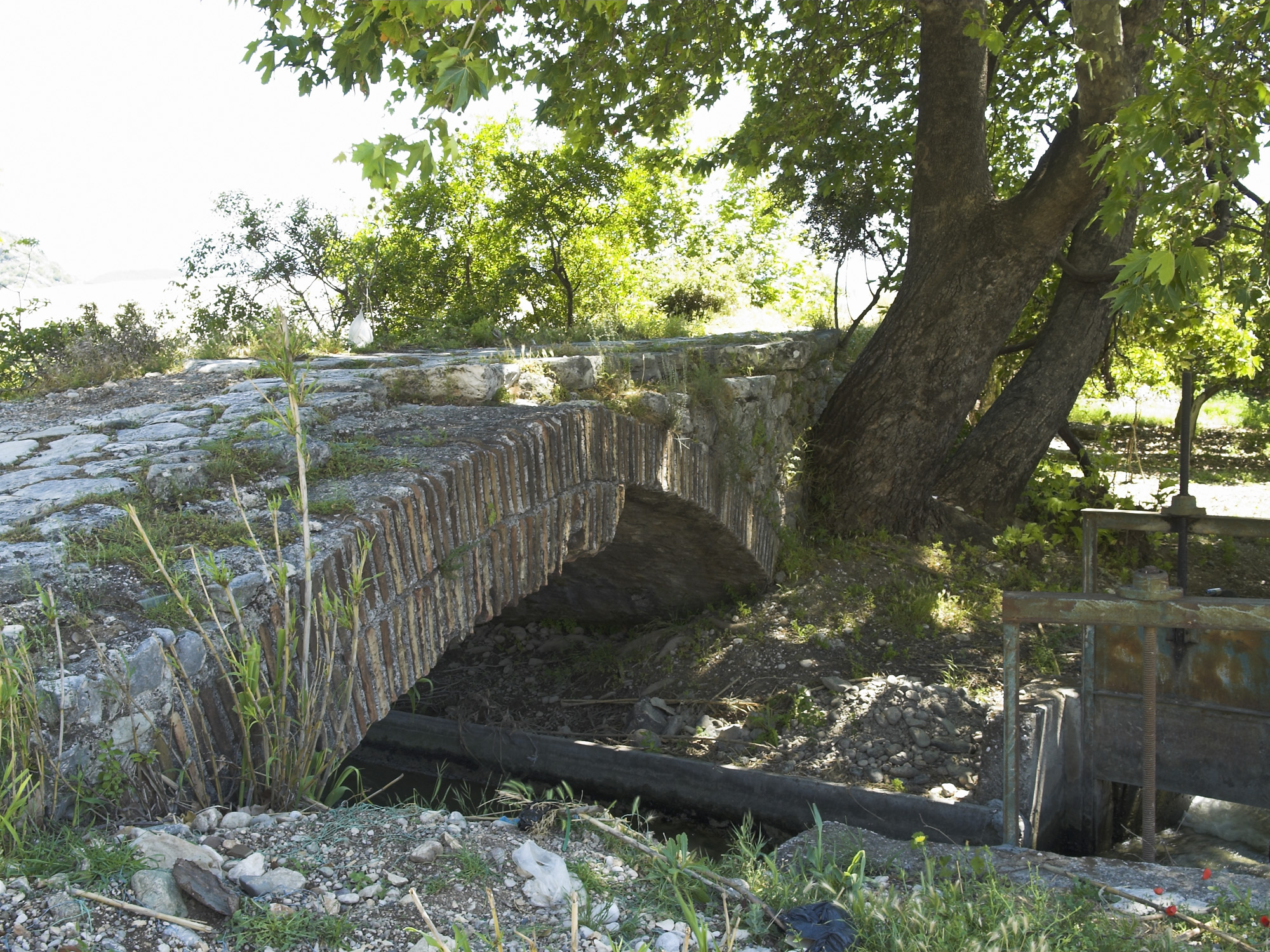
Лімірський міст, Туреччина
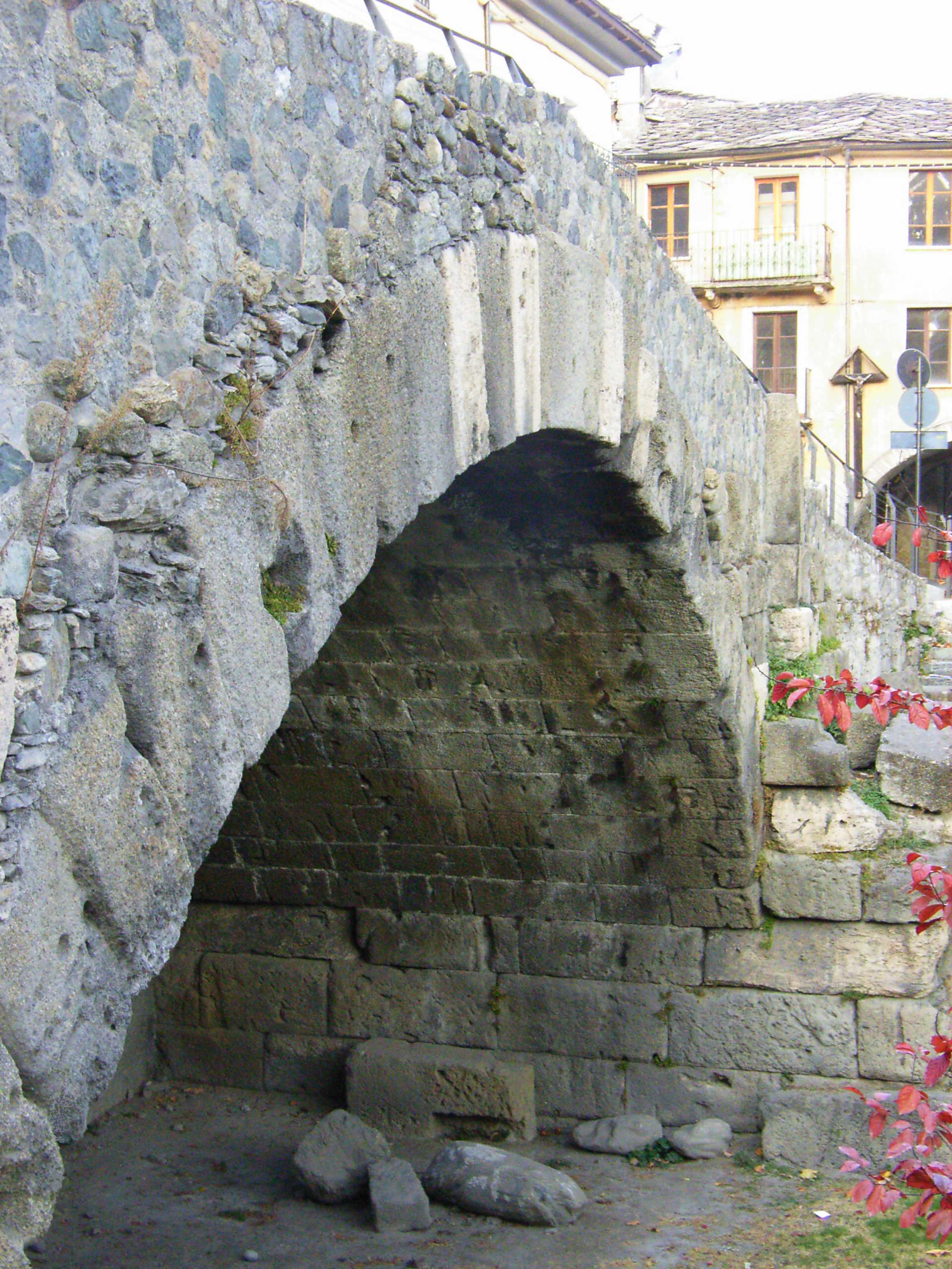
міст де П'єр (Аоста), Валле-д'Аоста, Італія
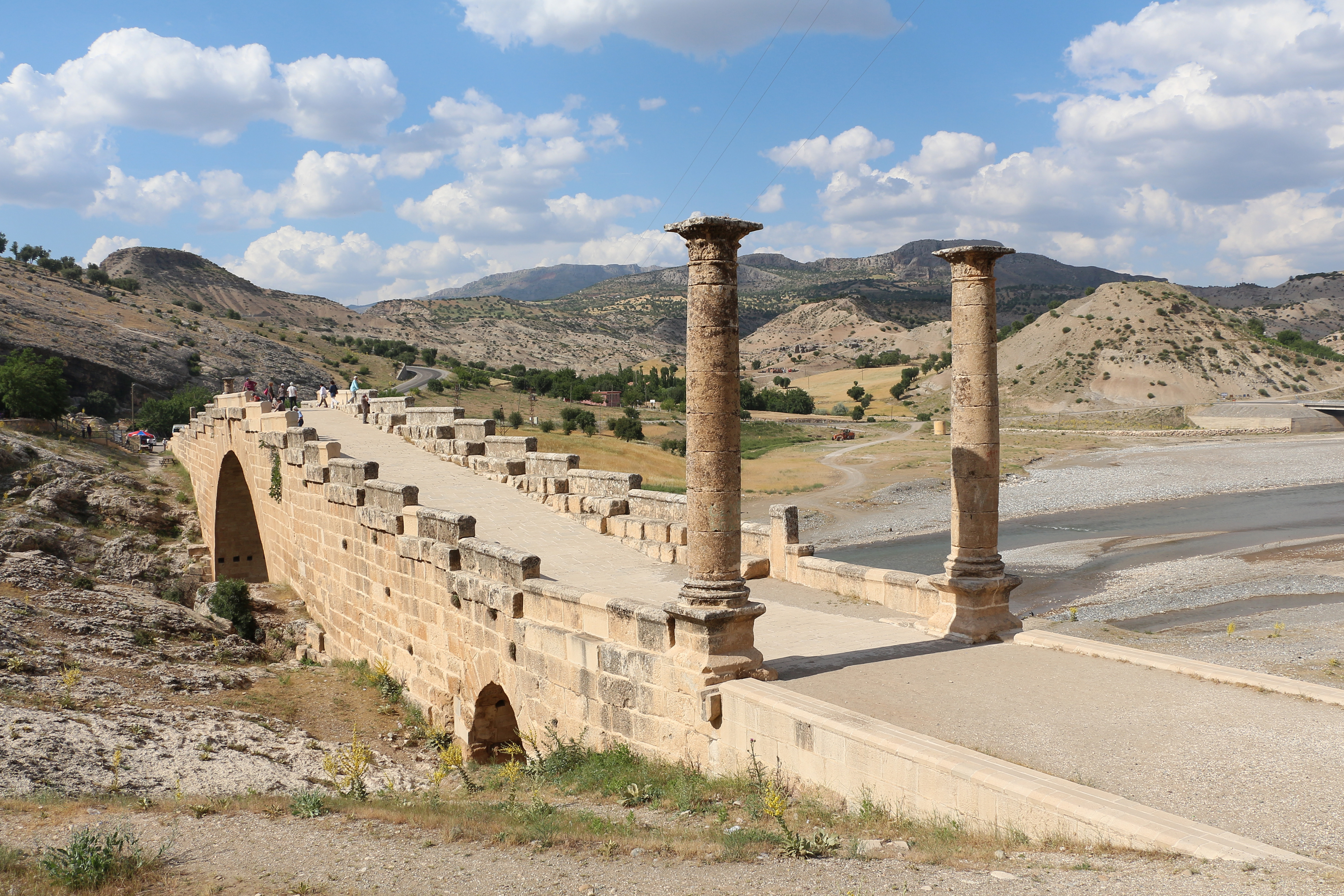
міст Септимуса Севера, Туреччина